# Ентоні Калделіс
Ентоні Калделіс (грец. Αντώνιος Καλδέλλης, англ. Antonios Kaldellis; нар. 29 листопада 1971 р.) — греко-американський історик та візантолог, професор класичної літератури в Чиказькому університеті. Фахівець з грецької історіографії, Платона та візантійських досліджень.
Калделіс як автор монографій про класичну античність та Візантійську імперію ставить під сумнів загальноприйнятий погляд на Візантію як на абсолютистський світ; натомість він вважає Візантійську імперію «висхідною монархією», де простий народ має значну частку в управлінні, оскільки імператори запроваджують закони, визнаючи їхні звичаї та вимоги.

## Біографія
Ентоні Калделіс народився 29 листопада 1971 року в Афінах. Здобув два ступені бакалавра з історії та філософії (1994), а потім ступінь доктора філософії (2001) з історії в Мічиганському університеті. Після здобуття докторського ступеня Калделіс працював асистентом (2001–2006), доцентом (2006–2007), штатним професором (2007–2022) та завідувачем кафедри класики в Університеті штату Огайо. У 2022 році він приєднався до кафедри класики Чиказького університету.
Калделіс є членом консультативних рад журналів «Journal of Late Antiquity» (з 2016 р.), «Minerva» (2013) та «Greek, Roman, and Byzantine Studies» (з 2008 р.); членом редакційних колегій візантійсько-грецької серії «Dumbarton Oaks Medieval Library» (з 2008 р.) та «Estudios Bizantinos: Digital Journal of the Spanish Society of Byzantine Studies» (з 2012 р.); асоційований редактор журналу «Bryn Mawr Classical Review» (з 2017 р.), де був редактором з 2010 по 2017 рік. Він також раніше був редактором серії «Routledge Classical Translations» (2011–2015), членом редакційної колегії «Medieval Confluences: Studies in the Intellectual History and Comparative History of Ideas of the Medieval World» (2009–2019), а також рецензентом журналу «Speculum: A Journal of Medieval Studies» (2006–2012).

## Вибрані твори
- The Argument of Psellos’ Chronographia, 1999
- Procopius of Caesarea: Tyranny, History, and Philosophy at the End of Antiquity, 2004
- Hellenism in Byzantium: The Transformations of Greek Identity and the Reception of the Classical Tradition, 2007
- The Christian Parthenon: Classicism and Pilgrimage in Byzantine Athens, 2010
- Ethnography after Antiquity: Foreign Lands and People in Byzantine Literature, 2014
- A New Herodotos: Laonikos Chalkokondyles on the Ottoman Empire, the Fall of Byzantium, and the Emergence of the West, 2014
- The Byzantine Republic: People and Power in New Rome, 2015
- Streams of Gold, Rivers of Blood: The Rise and Fall of Byzantium, 955 A.D. to the First Crusade, 2017
- A Cabinet of Byzantine Curiosities: Strange Tales and Surprising Facts from History's Most Orthodox Empire, 2017
- Romanland: Ethnicity and Empire in Byzantium, 2019
- Byzantium Unbound, 2019
- The New Roman Empire: A History of Byzantium, 2023

## Подкасти
- Byzantium & Friends[4]
- Інтерв'ю з професором Ентоні Калделлісом про його книгу «The Byzantine Republic»[5], з подкасту «The History of Byzantium»[6]

## Відео
- Інтерв'ю з доктором Ентоні Калделісом, Інститут вивчення західної цивілізації, Техаський технічний університет[7]
- Ентоні Калделіс про кризу еллінізму, Товариство збереження грецької спадщини[8]
- Візантійці та класичне минуле (разом з Ентоні Калделісом)[9]

## Зовнішні посилання
- Anthony Kaldellis на Academia.edu
- Anthony Kaldellis на Regesta Imperii
- Byzantium and Friends podcast